# Spodnje Loke
Spodnje Loke – wieś w Słowenii, w gminie Lukovica. W 2018 roku liczyła 150 mieszkańców.